# Classe Audacious (porte-avions)
Pour les autres classes de navires du même nom, voir Classe Audacious.
La classe Audacious est une classe de porte-avions lancée par le gouvernement du Royaume-Uni dans les années 1930 - 1940.

## Histoire
La classe Audacious est conçue à l'origine comme une extension de la classe Implacable, avec des hangars à double étage. Cependant, les concepteurs réalisent vite que la hauteur de ces hangars ne serait pas suffisante pour les avions qui allaient entrer en service. Les navires sont alors considérablement agrandis.
La construction de quatre navires est lancée entre 1942 et 1943, durant la Seconde Guerre mondiale : le HMS Africa (D06), le HMS Ark Royal (R09), le HMS Audacious (D29) et le HMS Eagle (94). À la fin du conflit, l' Africa et le Eagle seront annulés. La construction des deux autres est suspendue. Ils seront renommés et leur base servira à la construction de navires de conception différente dans les années 1950.

## Navires de la classe
Audacious (D29 puis R05 après 1951)
Mis en chantier en 1942 à Harland and Wolff (Belfast). Renommé HMS Eagle début 1946 en mémoire du porte-avions HMS Eagle (1918) coulé en 1942. Lancé en mars 1946 et entré en service en octobre 1951. Il est retiré du service en janvier 1972. 
Ark Royal (91, puis R09 après 1951)
Nommé d'après le Ark Royal perdu en 1942. Le travail sur le Ark Royal commence en 1943 à Cammell Laird (Birkenhead). Lancé en 1950 et entré en service le 25 février 1955. Termine son ultime déploiement le 4 décembre 1978. Retiré le 14 février 1979.
Alors que les constructions du Eagle et du Ark Royal progressent, ils accumulent tant de différences qu'ils deviendront les uniques navires de leur propre classe. Ils formeront la colonne vertébrale de la flotte d'après-guerre, et seront largement modifiés par la suite.
Eagle (94)
Commandé à Swan Hunter (Wallsend-on-Tyne) en août 1942.
Transféré à Vickers-Armstrongs en décembre de la même année.
Finalement annulé.
Africa (D06)
Commandé à Fairfield (Govan) le 12 juillet 1943. Recommandé en tant que porte-avions de la classe Malta en 1944. 
Annulé le 15 octobre 1945.